# هيثم المناع
هثيم مناع، واسمه الأصلي هيثم العودات (من مواليد درعا 16 أيار 1951) باحث وناشط حقوقي سوري والرئيس السابق لهيئة التنسيق الوطنية في المهجر، والمتحدث باسم اللجنة العربية لحقوق الإنسان، والده المحامي يوسف ناصر العودات، معارض اعتقلته المخابرات السورية 18 عاماً (1966-1967 ثم 1970 حتى 1986). اختار اسم «منّاع» تخليداً لذكرى زوجته الأولى منى والتي فقدها في اعتداء اجتماعي بعد خمس أيام من زواجهما.

## نشاطات النشأة

### في الإعدادية
أسس وحرر مع ثلاث من زملائه مجلة سموها بالمهذب، كما حرر مجلة «الطلبة» لإعدادية مدرسة أبي الطيب المتنبي.

### في الثانوية
حرر مجلة الفجر أثناء دراسته الثانوية التي انطبع بها بالقراءات الإسلامية بعد هزيمة حزيران.(كتاب منبوذو دمشق، هيثم مناع، 2016، ص 29)

### تنظيم الفتية ومنظمة الإنسانيون العرب
كون مع عدد من الأصدقاء تنظيما للتلاميذ سموه (الفتية) وعند نجاحهم في الثانوية اجتمع أهم كوادر التنظيم وقرروا تشكيل منظمة باسم (الإنسانيون العرب) وكلفت المنظمة شخص بكتابة نقد للفكر القومي وشخص لكتابة نقد للفكر الإخواني وكلف هيثم بكتابة نقد للفكر الماركسي.
تطوع لمساعدة العمل الفدائي الفلسطيني أثناء أيلول الأسود وقد كلف بالعمل في المطابخ في إربد لقلة خبرته العسكرية، وعندما عاد باشر بناء حلقات سورية وفلسطينية ضمن تصور ضرورة وحدة نضال شعوب طوق إسرائيل كأساس نضالي لوحدة عربية تقدمية.

### الدراسة الجامعية
درس الطب في جامعة دمشق وجامعة ماري وبيير كوري في باريس، والعلوم الاجتماعية في في المعهد العالي للعلوم الاجتماعية بإشراف مارك أوجيه وموريس غودلييه وفرانسواز هيريتييه ، دكتور في الأنتربولوجيا اختص في المعالجة النفسية الجسدية في جامعة باريس 13، واضطرابات النوم واليقظة من جامعة مونبلييه، كتب في عدّة مجلات أسبوعية وكتب لمجلة دراسات عربية وهو في الواحدة والعشرين من عمره، وأصدر النشرة الطبية الدورية في جامعة دمشق ومجلة «دراسات فلسطينية» وحرر نشرة «الثوريون».

## كتاباته
له قرابة ستة وخمسين كتابا بالعربية وكتب بالإنجليزية والفرنسية والإيطالية في قضايا المرأة والتنوير وحقوق الإنسان، منها: «موسوعة الإمعان في حقوق الإنسان» و«مستقبل حقوق الإنسان». نال مناع تكريم هيومان رايتس ووتش عام 1992، وميدالية حقوق الإنسان للأكاديمية القومية للعلوم في واشنطن.وجائزة الشملان في البحرين 2010 وجائزة شخصية السلام من أكاديمية السلم والعلم في ألمانيا 2020.

## رابطة العمل الشيوعي
انتخب هيثم مناع في أول مكتب سياسي لرابطة العمل الشيوعي في مؤتمرها التأسيسي في أغسطس 1976 وبقي لمدة عامين قبل تركه لمهامه التنظيمية.

## مغادرة سوريا
اضطر هيثم مناع لمغادرة سوريا سراً بعد ملاحقات أمنية له استمرت عامين، ووصل إلي فرنسا في 27 مايو 1978 ولم يتمكن من العودة لبلده إلا بعد 25 عاما بسبب نشاطه للدفاع عن ضحايا القمع في بلده عبر المنظمات الحقوقية الدولية والسورية.

## اللجنة العربية لحقوق الإنسان
أسس اللجنة العربية لحقوق الإنسان مع منصف المرزوقي وفيوليت داغر ومحمد حافظ يعقوب ومحمد السيد سعيد وناصر الغزالي ومحمود الخليلي في 1998، انتخب نائبا لرئيس الفدرالية الدولية لحقوق الإنسان في 1995 وهو عضو في مجلس إدارة ومجلس أمناء قرابة 130 منظمة غير حكومية وشغل مناصب عربية ودولية قيادية في المنظمات غير الحكومية ورفض أي منصب حكومي. وقد انتخب في سبتمبر 2007 رئيسا للمكتب الدولي للمنظمات الإنسانية والخيرية في العالم للمرة الثانية. قام ب62 بعثة تحقيق دولية حقوقية في مناطق الصراع المسلح وفي عدة دول أمريكية وإفريقية وآسيوية من أبرزها كشمير وباكستان ويوغسلافيا السابقة ومنطقة البحيرات في إفريقيا والبرازيل وفنزويلا ومصر والعراق والمغرب وتونس وغزة ودارفور واليمن. ويعتبر من أهم رواد المدرسة النقدية في حقوق الإنسان.

## موقفه من الثورة السورية
كان هيثم مناع -بصفته مدافعا عن حقوق الإنسان- أحد الشخصيات المعارضة التي دعت لإسقاط الحكومة البعثية بالطرق السلمية. لذا أطلق في نيسان/أبريل ما يسمى بثلاثية مناع: لا للعنف، لا للطائفية، لا للتدخل الخارجي.
يعتبر من مؤسسي هيئة التنسيق الوطنية التي تبنت ثلاثية مناع عند تأسيسها، انتخب رئيسا لفرع المهجر في مؤتمر برلين ونائبا للمنسق العام، ناضلت هيئة التنسيق لإسقاط النظام بالمقاومة المدنية ورفضت اللجوء إلى القوة أو الاستعانة بالخارج أو بالجيش الحر، وقع مع رئيس المجلس الوطني السوري اتفاقا اعتبر من عدة أطراف سياسية سورية تخل للمجلس عن دعم العنف وأجهض في 12 ساعة. يعد الشرخ السياسي بين هيئة التنسيق الوطنية والمجلس الوطني السوري أحد عوائق توحيد المعارضة.
استقال من قيادة هيئة التنسيق في 2015 معلنا عن تشكيل تيار قمح (قيم، مواطنة، حقوق) وقد انتخب غيابيا رئيسا لمجلس سوريا الديمقراطية واستقال بعد ثلاث أشهر لرفضه اعلان فدرالية الشمال. نظم المؤتمر الوطني الديمقراطي في 2016 في جنيف وهو قيادي فيه. رفض المشاركة في مباحثات جنيف لعدم إشراك الديمقراطيين والكورد بشكل يتناسب مع قوتهم في المجتمع. كان في رئاسة مؤتمر سوتشي للحوار الوطني في 2017 وكان له الدور المركزي في إقرار تشكيل اللجنة الدستورية وتشكيل المؤتمر الوطني السوري (سيادة، مواطنة، ديمقراطية). ما زال يعمل في المعهد الاسكندنافي لحقوق الإنسان/مؤسسة هيثم مناع في جنيف متابعا نشاطه التأهيلي والبحثي، ويرفض فكرة التفرغ السياسي.

## من مؤلفاته
- انتفاضة العامية الفلاحية، دمشق، 1975
- المرأة في الإسلام، بيروت، 1980
- تاريخ الإخوان المسلمين في سورية، 1985
- المجتمع العربي الإسلامي من محمد إلى علي، باريس، 1986
- إنتاج الإنسان شرقي المتوسط - العصبة، القبيلة، الدولة، دار النضال: بيروت، 1986
- المرأة، كولونيا، 1988
- في أزمة المعارضة السورية، باريس، 1989
- عالم النوم، اللاذقية، 1990
- الحجاب، كولونيا، 1990 (بالعربية والإيطالية)
- جدل التنوير، بيروت، 1990
- تحديات التنوير، كولونيا، 1991
- الضحية والجلاد، القاهرة، 1995
- حقوق الإنسان في الثقافة العربية الإسلامية، القاهرة، 1996 (بالعربية والإنجليزية)
- سلامة النفس والجسد، التعذيب في العالم العربي، باريس والقاهرة، 1998 (بالعربية والفرنسية)
- طفولة الشيء، المخاضات الأولى لحقوق الإنسان في العالم العربي، كولونيا، 1999
- الأصوليات الإسلامية وحقوق الإنسان، مركز القاهرة لدراسات حقوق الإنسان: القاهرة، 1999 - أربيل، بيروت، 2000
- دولة القانون في تونس!، القاهرة، 1999 - باريس ودمشق (أربع طبعات)
- الإمعان في حقوق الإنسان - موسوعة عالمية مختصرة، بيروت ودمشق، 2000 (قاموس إنجليزي - فرنسي - عربي)
- الإسلام وحقوق المرأة، القاهرة، 2001، طبعة ثانية، بيروت، طبعة ثالثة مزيدة بيروت 2015)
- الحرية في الإبداع المهجري، سلسلة براعم، أوراب-الأهالي، باريس - دمشق، 2001
- الإمعان في حقوق الإنسان - موسوعة عالمية مختصرة (الجزء 2)، بيروت ودمشق وباريس، 2002 (قاموس إنجليزي - فرنسي - عربي)
- الإسلام والقانون الإنساني الدولي، بيروت وعمان، 2002
- الولايات المتحدة وحقوق الإنسان، 2003
- صرخة قبل الاغتيال، دمشق وبيروت، 2004
- ومضات في ثقافة حقوق الإنسان، 2004
- حماية الصحفيين، 2005
- أبحاث نقدية في حقوق الإنسان، 2005
- مستقبل حقوق الإنسان: القانون الدولي وغياب المحاسبة، 2005
- حقوق الطفل، 2006
- العدالة أو البربرية، 2006
- المقاومة المدنية، 2008
- العدالة الدولية من نورنبرغ إلى غزة، 2009
- الدكتاتورية في مختلف تعبيراتها، 2010
- الإمعان في حقوق الإنسان - موسوعة عالمية مختصرة (الجزء 3)، 2011 (قاموس إنجليزي - فرنسي - عربي) (طبعة ثانية مزيدة عام 2018).
- ربيع المواطنة، 2013
- الإسلام وأوروبة، 2013
- خلافة داعش، دار بيسان للنشر والتوزيع، 2015
- المقاومة المدنية، طبعة مزيدة، المعهد الاسكندنافي لحقوق الإنسان، 2015
- منبوذو دمشق، 2016
- الأوجالانية.. البناء الايديولوجي والممارسة، دار الفارابي، 2017
- النهاية والبداية، دار بيسان للنشر والتوزيع، 2017
- جبهة النصرة؛ من فقه الدم إلى جهاد الغلبة، دار بيسان للنشر والتوزيع، 2017
- سفر التسامح، بيسان للنشر، بيروت، 2019
- تهاوي الإسلام السياسي، من المودودي إلى إردوغان، بيروت، نوفل، هاشيت-أنطوان 2021
- بناء المواطنة، دار بيسان للنشر، 2021.
- العصي الغليظة، صناعة الكذب وفلسفة الهزيمة في الحروب الهجينة، المعهد الاسكندنافي لحقوق الإنسان والمركز التعليمي لحقوق الإنسان في ألمانيا، 2022، 271 صفحة.
- أطلس اللا عنف، هاشيت أنطوان، بيروت، 2023,
- العدالة أو التوحش: من أجل محكمة عالمية لفلسطين، بيروت وجنيف، 2024

## وصلات خارجية
- الموقع الرسمي لهيثم مناع
- اللجنة العربية لحقوق الإنسان
- الموقع الرسمي للمعهد الاسكندنافي لحقوق الإنسان/مؤسسة هيثم مناع